# Enizemum nigricorne
Enizemum nigricorne är en stekelart som först beskrevs av Thomson 1890.  Enizemum nigricorne ingår i släktet Enizemum och familjen brokparasitsteklar. Arten är reproducerande i Sverige. Inga underarter finns listade i Catalogue of Life.